# Dirección General de Presupuestos
La Dirección General de Presupuestos (DGP) de España es el órgano directivo del Ministerio de Hacienda, adscrito a la Secretaría de Estado de Presupuestos y Gastos, responsable de la formulación de los objetivos y criterios de política presupuestaria, la programación plurianual de los programas de gastos e ingresos del sector público estatal, la elaboración anual de los Presupuestos Generales del Estado y el seguimiento y evaluación de su ejecución, de acuerdo con las directrices de política económica establecidas por el Gobierno.
El director general de Presupuestos es, desde el 2 de marzo de 2022, Javier Sánchez Fuentefría.

## Historia

### Antecedentes
En plena Guerra Civil, por la Ley de 30 de enero de 1938 que organizó la Administración Central del Estado, el bando sublevado estableció un Servicio de Presupuesto, que desde la Ley de 8 de agosto de 1939 se denominó dirección general al renombrar esta las secciones de la Administración como direcciones generales. Este órgano directivo apenas llegó a los dos años, pues en septiembre de 1939 fue suprimido pasando a constituir una sección de la Intervención General de la Administración del Estado (IGAE) con la justificación de que era necesario para «imprimir mayor unidad a los servicios».

### De regímenes fiscales a presupuestos
En el año 1957 se estableció en el Ministerio de Hacienda una Dirección General de Régimen Fiscal de Sociedades y Corporaciones que gestionaba asuntos relacionados con la Contribución sobre Utilidades de la Riqueza Mobiliaria, el Impuesto sobre Emisión y Negociación o Transmisión de Valores Mobiliarios así como aquellas que le fueran asignadas por el ministro en relación con el régimen finanicero de Corporaciones, entidades o empresas sociales.
Un año más tarde, se renombró como Dirección General de Régimen Fiscal de Corporaciones, asumiendo competencias relacionadas con el desarrollo y aplicación de los conciertos económicos con Álava y Navarra, y funciones relativas a las exacciones de Organismos públicos en su conexión con el régimen fiscal general. Perdió, sin embargo, las relativas al Impuesto sobre Emisión y Negociación o Transmisión de Valores Mobiliarios.
Empezando el año 1963, el Gobierno renombra la Dirección General de Régimen Fiscal de Corporaciones como Dirección General de Presupuestos, asumiendo las competencias presupuestarias que hace más de dos décadas había asumido la IGAE, así como cualquier otra de ámbito presupuestario que tuvieran otros órganos del Departamento. En concreto, era responsable de «la tramitación y, en su caso, resolución de todos los asuntos que las disposiciones vigentes en aquel entonces atribuyesen al Ministerio de Hacienda en materia de Presupuestos Generales del Estado y de las Entidades Estatales Autónomas, Régimen Financiero de Corporaciones Locales y en materia de financiación de inversiones». Para ello, se estructuraba mediante las subdirecciones generales de Presupuestos, de Régimen Financiero de Corporaciones, y de Financiación de Inversiones.
En 1965 sufre la primera ampliación importante, al elevarse a la categoría de subdirección general a la sección creada en 1963 para las retribuciones de los funcionarios. Fue suprimida en diciembre de 1967, integrándose en la Dirección General del Tesoro con el objetivo de reducir el gasto público.

### Etapa democrática
Su segunda etapa comienza en octubre de 1976 cuando se vuelve a recuperar este órgano directivo que asumía las subdirecciones generales de Presupuestos, de Inversiones, Financiación y Programación, de Retribuciones de Funcionarios, y de Régimen Financiero de las Corporaciones Locales, que desde 1967 se alojaban a la Dirección General del Tesoro y Presupuestos.
A partir de 1977, este órgano directivo se convierte en un pilar fundamental de los Presupuestos Generales del Estado pasando de cuatro subdirecciones a siete (de Presupuestos del Estado, de Presupuestos de Entidades Autónomas del Estado, de Inversiones, Financiación y Programación, de Retribuciones de Funcionarios, de Retribuciones de Personal Laboral, de Gestión de Retribuciones de Funcionarios, y del Régimen Financiero de Corporaciones Locales, además de una secretaría). Igualmente, este año pasa a depender de la nueva Subsecretaría de Presupuesto y Gasto Público. En 1980 se crean tres nuevas subdirecciones: de Actividades Generales, de Actividades Sociales y de Actividades Económicas y en 1982 se le incorpora la Subdirección General para la reforma de la gestión del gasto público.
El nuevo gobierno socialista la estructuró en 1983 a través de las subdirecciones generales de Presupuestos, de Contratos-Programa, de Presupuestos y Análisis de Programa para Actividades Generales, de Análisis de Programas para Actividades Económicas y de Análisis de Programas para Actividades Sociales. Además de una secretaría general. Un año más tarde, se integró la Subdirección General de Estudios Económicos del Sector Público. En 1987 la estructura era: Subdirección General de Política Presupuestaria, Subdirección General del Presupuesto Comunitario, Subdirección General de Programas Presupuestarios de Actividades Generales, Subdirección General de Programas Presupuestarios de Actividades Económicas, Subdirección General de Programas Presupuestarios de Actividades Sociales, y Subdirección General de Programas Presupuestarios de Sistemas de Seguridad y Protección Social.
En 1996 debido a la repercusión que en el ámbito presupuestario tuvo el proceso de asunción de competencias por parte de las comunidades autónomas permitió, suprimir la Subdirección General de Programas Presupuestarios de Actividades Sociales. Esto supuso una reorganización competencial entre las subdirecciones y la aparición de la Subdirección General de Ordenación y Coordinación Presupuestaria.
En 2000 se conservaron gran parte de las subdirecciones, si bien creándose otras nuevas como las subdirecciones generales de Relaciones Presupuestarias con la Unión Europea, de Análisis y Programación Económica, de Análisis y Evaluación de las Políticas de Gasto, y de Organización, Planificación y Gestión de Recursos. En 2008 se suprimió la Subdirección General de Análisis y Evaluación de las Políticas de Gasto y se creó la Subdirección General de Programas Presupuestarios de Ciencia, Cultura y otras Políticas, quedando establecida la estructura a través de nueve subdirecciones generales. En 2024, se redujo la estructura a ocho subdirecciones, tras transferir la Subdirección General de Análisis y Programación Económica a la Secretaría de Estado de Presupuestos y Gastos.

## Funciones
Sus funciones se regulan en el Artículo 9 del Real Decreto 682/2021, de 3 de agosto, y sus funciones son:
1. La instrumentación y seguimiento de los objetivos de política presupuestaria y la elaboración de los criterios para su consecución.
2. La definición de las directrices que deban seguirse en cumplimiento de las obligaciones derivadas de la normativa europea en materia de Gobernanza fiscal.
3. La elaboración de la normativa y de las instrucciones que han de orientar la formulación anual de los Presupuestos Generales del Estado y la coordinación del proceso de elaboración de los mismos. En particular:
  - La formulación de la propuesta de los objetivos de estabilidad presupuestaria y el límite de gasto no financiero del Estado.
  - La elaboración de los estudios que informan las decisiones de la Comisión de Políticas de Gasto.
  - La determinación de los límites cuantitativos y directrices que han de respetar las propuestas de gasto de los centros gestores, de acuerdo con las decisiones de la Comisión de Políticas de Gasto y el límite de gasto no financiero aprobado.
  - La preparación de los estados de gastos e ingresos del anteproyecto de Presupuestos Generales del Estado a partir de las previsiones de los ingresos y de las dotaciones propuestas por los centros gestores.
  - La coordinación y control de la consignación presupuestaria de los créditos asociados al Plan de Recuperación, Transformación y Resiliencia y su adenda.
  - La coordinación y elaboración de la documentación que ha de acompañar al proyecto de ley de Presupuestos Generales del Estado.
  - El análisis de la distribución territorial de los proyectos de inversión que se deban incluir o financiar en los Presupuestos Generales del Estado, para facilitar el análisis de coherencia del conjunto de la inversión pública.
4. Prestar el apoyo preciso durante el proceso de debate parlamentario del proyecto de ley de Presupuestos Generales del Estado e instrumentar las enmiendas a los estados de gastos e ingresos aprobadas por las Cortes Generales.
5. El informe de las disposiciones legales y reglamentarias, en su fase de elaboración y aprobación, de los actos administrativos, de los contratos y de los convenios, así como de cualquier otra actuación que afecte a los gastos o ingresos públicos presentes o futuros, de acuerdo con el cumplimiento de las exigencias de los principios de estabilidad presupuestaria y sostenibilidad financiera, cuando así lo establezca la legislación aplicable o sea solicitado por los órganos de los que dependa.
6. La elaboración de los estudios y propuestas específicas para el control de la estabilidad presupuestaria dentro de las directrices fijadas por el Gobierno.
7. La mejora de la calidad del gasto público mediante el seguimiento activo de la implementación de los resultados de las revisiones del gasto, así como la elaboración y publicación de un informe anual sobre las medidas adoptadas en respuesta a las recomendaciones formuladas por la AIReF en las revisiones del gasto.
8. El desarrollo e implementación de metodologías que permitan realizar un análisis transversal de los Presupuestos Generales del Estado, así como el diseño, elaboración y coordinación de los informes y de su difusión a través de páginas web, en colaboración con la Dirección General de Costes de Personal.
9. El análisis de los objetivos y actuaciones de los subsectores empresarial y fundacional del sector público estatal y de su coherencia con las políticas de gasto.
10. El análisis y seguimiento de la actividad económico-financiera y presupuestaria de los subsectores empresarial y fundacional del sector público estatal, así como la elaboración y liquidación de los contratos-programa a que se refiere la Ley 47/2003, de 26 de noviembre, General Presupuestaria.
11. El análisis y estudio de los objetivos fijados a los centros gestores en el presupuesto, así como el de la aplicación de las dotaciones que les hayan sido atribuidas, en orden a una eficaz asignación presupuestaria.
12. El análisis de la procedencia y oportunidad de las modificaciones presupuestarias propuestas por los centros gestores así como, en su caso, de compromisos de gasto plurianuales; el informe de sus consecuencias, de su financiación y el curso y tramitación que proceda para éstas.
13. La valoración y el análisis del impacto en los Presupuestos Generales del Estado de los sistemas de Financiación de las Administraciones Territoriales.
14. El análisis de la evolución y ejecución de los ingresos y gastos reflejados en los Presupuestos Generales del Estado.
15. El impulso y propuesta de iniciativas tendentes a mejorar las técnicas presupuestarias que permitan una mayor racionalización de los programas presupuestarios.
16. Fomentar las relaciones con las administraciones territoriales, organismos internacionales y cualquier otra institución pública o privada para el intercambio de información y experiencias sobre la institución presupuestaria.
17. La promoción de la transparencia de la información presupuestaria velando especialmente por la accesibilidad de los ciudadanos a esta información.
18. La formación específica de los empleados públicos en materia presupuestaria.

## Estructura
Las funciones de este órgano directivo, enumeradas en el apartado anterior, son ejercidas por sus órganos dependientes:
- La Subdirección General de Presupuestos, a la que corresponde la coordinación permanente del desarrollo del proceso presupuestario, tanto durante el periodo de elaboración de los Presupuestos Generales del Estado como en los períodos anteriores y posteriores, velando por la efectividad de la ejecución de las distintas fases de dicho proceso y porque éstas se desarrollen dentro de los plazos previstos. Asimismo, ejercerá las funciones contempladas en los puntos 3, 4, 5, 6, 14, 12 y 13 del apartado 1.
- La Subdirección General de Política Presupuestaria, a la que corresponde la coordinación de las funciones tendentes a asegurar que los resultados del proceso presupuestario se ajustan a los objetivos de política económica asignados a la política presupuestaria por las decisiones emanadas de la Comisión de Políticas de Gasto y por las demás normas, acuerdos y procedimientos aplicables. Asimismo, coordinará y ejercerá las funciones previstas en los puntos 1, 2, 3, 5, 6, 7, 12, 15, 16, 17 y 18 del apartado 1.
  - Depende de la Subdirección General de Política Presupuestaria, la Unidad de coordinación y seguimiento de los procesos de revisión y evaluación integral del gasto público, que ejercerá la función prevista en el párrafo 7 del apartado 1.
- La Subdirección General de Programas Presupuestarios de Actividades Generales, que ejercerá las funciones previstas en los puntos 1, 3, 4, 5, 11 y 14 del apartado 1, en lo que se refiere a las políticas y programas de gasto situados dentro del ámbito funcional de sus atribuciones.
- La Subdirección General de Programas Presupuestarios de Actividades Económicas, que ejercerá las funciones previstas en los puntos 1, 3, 4, 5, 11 y 14 del apartado 1, en lo que se refiere a las políticas y programas de gasto situados dentro del ámbito funcional de sus atribuciones.
- La Subdirección General de Programas Presupuestarios de Sistemas de Seguridad y Protección Social, que ejercerá las funciones previstas en los puntos 1, 3, 4, 5, 11 y 14 del apartado 1, en lo que se refiere a las políticas y programas de gasto situados dentro del ámbito funcional de sus atribuciones.
- La Subdirección General de Programas Presupuestarios de Educación, Cultura y otras Políticas Públicas, que ejercerá las funciones previstas en los puntos 1, 3, 4, 5, 11 y 14 del apartado 1, en lo que se refiere a las políticas y programas de gasto situados dentro del ámbito funcional de sus atribuciones.
- La Subdirección General de Programación Financiera del Sector Público Empresarial, a la que corresponden las funciones comprendidas en los puntos 1, 3, 4, 5, 9, 10 y 14 del apartado 1.
- La Subdirección General de Análisis Presupuestario Transversal y Gestión de Recursos, a la que corresponden las funciones recogidas en el párrafo 8 del apartado 1 y que ejercerá las funciones de cobertura y apoyo requeridas respecto a las materias relacionadas en los puntos 3, 4, 5, 15, 16, 17 y 18 del apartado 1, así como la planificación logística de las necesidades del proceso presupuestario, la gestión de los recursos humanos y materiales del centro directivo y la asistencia y apoyo a la persona titular de la Dirección General.

## Directores generales
- José Ramón Herrero Fontana (1963-1965)
- José María Latorre Segura (1965-1967)
- José Ramón Benavides Gómez-Arenzana (abril-diciembre 1967)
- Francisco Arán López (1976-1977)
- Ángel Marrón Gómez (1977-1982)
- Ceferino Argüello Reguera (1982-1984)
- Rafael de la Cruz Corcoll (1984-1986)
- Federico Montero Hita (1987-1994)
- Juan José Puerta Pascual (1994-1996)
- María Elvira Rodríguez Herrer (1996-2000)
- Jaime Sánchez Revenga (2000-2004)
- Luis Espadas Moncalvillo (2004-2006)
- José Antonio Godé Sánchez (2006-2008)
- Fernando Rojas Urtasun (2008-2012)
- Jaime Iglesias Quintana (2012-2022)[22]
- Javier Sánchez Fuentefría (2022-presente)[3]